# Мілтон Валенсуела
Мілтон Валенсуела (ісп. Milton Valenzuela, нар. 13 серпня 1998, Росаріо, Аргентина) — аргентинський футболіст, захисник швейцарського клубу «Лугано».

## Ігрова кар'єра

### Клубна
Мілтон Валенсуела є вихованцем футбольної академії клубу «Ньюеллс Олд Бойз». З 2016 року молодого футболіста було внесено до заявки першої команди. А 6 лютого того року він дебютував на професійному рівні у матчі чемпіонату Аргентини.
У січні 2018 року Валенсуела був відданий в оренду до клубу МЛС «Коламбус Крю» і в першій же грі у новій команді відзначився результативною передачею. Також у складі «Коламбус Крю» Мілтон забив свій перший гол на професійному рівні. Через рік американський клуб скористався опцією на право викупу контракту гравця і в січні 2019 року Валенсуела підписав з клубом повноцінний контракт. Але перший рік в новій команді захисник майже повністю пропустив через травму хрестоподібних зв'язок.
По завершенню сезону МЛС 2021 року контракт футболіста з клубом закінчився і в січні 2022 року Валенсуела перейшов до швейцарського клубу «Лугано», з яким підписав контракт до літа 2025 року.

### Збірна
У 2017 році у складі молодіжної збірної Аргентини Мілтон Валенсуела брав участь у молодіжному чемпіонаті Південної Америки в Еквадорі.
В тому ж році футболіст також виступав на молодіжному чемпіонаті світу в Південній Кореї.

## Титули
Коламбус Крю
 Чемпіон МЛС (переможець Кубку МЛС): 2020
Лугано
 Переможець Кубка Швейцарії: 2021/22